# Carl Hugo Steinmüller
Carl Hugo Steinmüller (* 18. Februar 1872 in Gummersbach; † 31. März 1959 ebenda) war ein deutscher Unternehmer. Er war Aufsichtsratsvorsitzender der Dampfkessel- und Maschinenfabrik L. & C. Steinmüller.

## Werdegang
Steinmüller wurde als ältestes Kind des Maschinenbau-Unternehmers Carl Steinmüller (1840–1909) geboren. Dieser hatte 1874 zusammen mit seinem Bruder Lebrecht eine Papierfabrik gegründet, aus der kurze Zeit später eine florierende und rasant wachsende Dampfkesselfabrikation entwuchs. Die Fabrik war bald größter Arbeitgeber im Oberbergischen Land und die Familie eine der wohlhabendsten der Region.

## Bildung und Ausbildung
Steinmüller besuchte zunächst die Höhere Stadtschule in Gummersbach und wechselte Ostern 1885 an das technisch-naturwissenschaftliche Realgymnasium in Mülheim am Rhein. Zur weiteren Vorbereitung auf die ihm zugedachte Übernahme des Familienunternehmens erhielt er eine zweijährige praktische Ausbildung in der väterlichen Fabrik und absolvierte ein Jahrespraktikum in der Kesselmaschinenfabrik Galloways in Manchester. Nach seiner Rückkehr studierte er an der Technischen Hochschule Stuttgart und an der Technischen Hochschule Dresden. In Stuttgart wurde er Mitglied des Corps Teutonia.

## Verantwortung und Unternehmer
Im Januar 1897 trat er in das Unternehmen ein und übernahm anstelle seines erkrankten Onkels Lebrecht gemeinsam mit dem Vater die Verantwortung für die damals etwa 380 Beschäftigten. Unter seiner Führung konnte dank mehrerer technischer Neuerungen die britische Vorherrschaft auf dem Markt gebrochen werden. 1904 wurde Steinmüller Mitinhaber des Unternehmens. Nach dem Eintritt seines jüngeren Bruders Lebrecht zog er sich allmählich aus dem technischen Bereich zurück und übernahm die Aufgaben seines Vaters. 

## Nachfolge
Als sein Vater Carl Steinmüller 1909 starb, ging die Unternehmensleitung ganz auf seine beiden Söhne über. Ihnen gelang es, durch wissenschaftlich fundierte Produktionsweisen die Position des Unternehmens auf dem Weltmarkt zu behaupten. Bereits 1914 zählte die Fabrik über 1000 Beschäftigte und pflegte Geschäftsbeziehungen bis nach Südafrika, Südamerika und Asien.

## Soziales Engagement
Den wirtschaftlichen Erfolg verwendeten die Brüder auch für die Förderung sozialer Zwecke. Damit die Werksangehörigen in guten Wohnverhältnissen leben konnten, stellten sie preiswertes Bauland bereit und bauten selbst Werkswohnungen. Steinmüller beteiligte sich 1908 an der Gründung einer Kinderverwahrschule und richtete in seinem Unternehmen eine Betriebskrankenkasse ein. Von 1909 bis 1945 war er Stadtverordneter bzw. Beigeordneter in Gummersbach. Auch in berufsständischen Organisationen war er aktiv: 1920 gründete er den Wasserkesselverband, der 1923 zur Vereinigung der Deutschen Dampfkessel- und Apparateindustrie erweitert wurde, Steinmüller wurde dessen zweiter Vorsitzender.

## Zeit des Nationalsozialismus
In der Zeit des Nationalsozialismus geriet das Unternehmen wegen seiner wirtschaftlichen Bedeutung zunehmend unter politischen Druck. In der Folge arbeiteten zwischen März 1943 und Mai 1945 bis zu 190 Zwangsarbeiter für die Firma Steinmüller.
Der christlich geprägte Steinmüller machte der politischen Führung zunächst nur widerstrebend Zugeständnisse. Wie sehr er sich in der Folge jedoch zum dritten Reich bekannte, zeigt eine Rede, die er als Kirchmeister zur Einführung des neuen Pfarrers hielt: Er stellte darin Hitler als Reformator auf eine Stufe mit Martin Luther. 
Nach dem Tod seines Bruders Lebrecht 1937 entzog er sich noch bis 1941 einer Mitgliedschaft in der NSDAP entziehen, beugte sich dann aber dem Druck, um dem Unternehmen nicht zu schaden.
Während des Zweiten Weltkriegs wurden die Werksanlagen zu 40 Prozent zerstört. Der Wiederaufbau nach Kriegsende erfolgte rasch, so dass im Herbst 1945 wieder über 1000 Arbeiter beschäftigt wurden.

## Nachkriegszeit
Im Herbst 1945 enthob die britische Militärregierung Steinmüller wegen der Kooperationen mit den Nationalsozialisten der Geschäftsführung und verbot ihm das Betreten des Werks. Er übergab die Leitung vorübergehend an seine beiden Schwiegersöhne, den Ingenieur Jean Gustave Stoltenberg-Lerche sowie den Kaufmann Wilhelm Kind, nachdem sein einziger Sohn Carl Eberhard, der Hoffnungsträger für die Fabrik war, 1944 fiel. Erst nach dem Spruchkammerurteil übernahm Steinmüller 1948 wieder die Leitung seines Unternehmens.

## Ehrungen
- 1921: Ehrendoktorwürde der Technischen Hochschule Darmstadt
- 1952: Großes Verdienstkreuz der Bundesrepublik Deutschland
- 1952: Ehrenbürgerwürde der Stadt Gummersbach
in Würdigung der überragenden Bedeutung der von ihm mit zur Weltgeltung geführten Firma L. & C. Steinmüller, in der sich gute Zusammenarbeit und großzügige soziale Gesinnung Arbeiter, Angestellte und Inhaber zu einer vorbildlichen Gemeinschaft verbunden haben
- 1956: Ehrenmitgliedschaft des Vereins Deutscher Ingenieure (VDI)[5]
- Ehrenbürgerwürde der Rheinischen Friedrich-Wilhelms-Universität Bonn

## Quelle
- Gedenkrede zum 50. Todestag von C. H. Steinmüller gehalten von Bürgermeister Frank Helmenstein am 31. März 2009 (PDF-Datei; 37 kB)